# Listă de filme de groază din anii 1920
Aceasta este o listă de filme de groază din anii 1920.
| 1920                                  |                                      |                                                                 |                            |                                  |
| Anita                                 | Jacob Fleck, Luise Fleck             | Lola Urban-Kneidinger, Wilhelm Klitsch, Julius Strobl           | Austria                    | [ 1 ]                            |
| The Cabinet of Dr. Caligari           | Robert Wiene                         | Werner Krauss, Conrad Veidt                                     | Germania                   | [ 2 ] [ 3 ]                      |
| Dr. Jekyll and Mr. Hyde               | John S. Robertson                    | John Barrymore, Martha Mansfield                                | Statele Unite ale Americii | [ 4 ] [ 5 ]                      |
| Dr. Jekyll and Mr. Hyde               | J. Charles Haydon                    | Sheldon Lewis                                                   | Statele Unite ale Americii | [ 6 ]                            |
| Genuine                               | Robert Wiene                         | Fern Andra, Hans Heinrich von Twardowski                        | Germania                   |                                  |
| The Golem: How He Came Into the World | Paul Wegener, Karl Boese             | Paul Wegener, Albert Steinrück                                  | Germania                   | [ 7 ] [ 8 ]                      |
| The Head of Janus                     | F.W. Murnau                          | Conrad Veidt, Bela Lugosi                                       | Germania                   | [ 9 ]                            |
| The Penalty                           | Wallace Worsley, Sr.                 | Lon Chaney, Claire Adams                                        | Statele Unite ale Americii | [ 10 ]                           |
| The Monster of Frankenstein           | Eugenio Testa                        | Luciano Albertini                                               | Italia                     | [ 11 ]                           |
| 1921                                  |                                      |                                                                 |                            |                                  |
| Der Muede Tod                         | Fritz Lang                           | Lil Dagover, Bernard Goetzke, Walter Janssen                    | Germania                   | [ 12 ]                           |
| The Haunted Castle                    | F.W. Murnau                          | Arnold Korft, Lothar Mehnert                                    | Germania                   | [ 13 ] [ 14 ]                    |
| Körkarlen                             | Victor Sjöström                      | Victor Sjöström, Hilda Borgström                                | Suedia                     | [ 15 ]                           |
| 1922                                  |                                      |                                                                 |                            |                                  |
| A Blind Bargain                       | Wallace Worsley, Sr.                 | Raymond McKee, Jacqueline Logan, Fontaine La Rue                | Statele Unite ale Americii | [ 16 ] [ 17 ]                    |
| The Ghost Breaker                     | Alfred Green                         | Wallace Reid, Lila Lee, Walter Hiers                            | Statele Unite ale Americii | Lost film                        |
| Häxan                                 | Benjamin Christensen                 | Benjamin Christensen, Clara Pontoppidan                         | Suedia                     | [ 20 ] [ 18 ]                    |
| The Headless Horseman                 | Edward D. Venturini                  | Will Rogers, Ben Hendricks, Lois Meredith                       | Statele Unite ale Americii | [ 21 ]                           |
| Nosferatu                             | F.W. Murnau                          | Max Schreck, Gustav von Wangenheim, Greta Schröder              | Germania                   | [ 7 ]                            |
| One Exciting Night                    | D. W. Griffith                       | Carol Dempster, Henry Hull, Morgan Wallace                      | Statele Unite ale Americii | [ 22 ] [ 23 ]                    |
| 1923                                  |                                      |                                                                 |                            |                                  |
| The Last Moment                       | J. Parker Read                       | Henry Hull, Doris Kenyon, Louis Wolheim                         | Statele Unite ale Americii | [ 24 ]                           |
| 1924                                  |                                      |                                                                 |                            |                                  |
| The Hands of Orlac                    | Robert Wiene                         | Conrad Veidt, Alexandra Sorina                                  | Germania · Austria         | [ 7 ]                            |
| Waxworks                              | Paul Leni                            | Werner Krauss, Conrad Veidt, Emil Jannings, William Dieterle    | Germania                   | [ 7 ]                            |
| 1925                                  |                                      |                                                                 |                            |                                  |
| The Monster                           | Roland West                          | Lon Chaney, Johnny Arthur, Gertrude Olmstead                    | Statele Unite ale Americii | [ 16 ]                           |
| The Phantom of the Opera              | Rupert Julian                        | Lon Chaney, Mary Philbin, Norman Kerry                          | Statele Unite ale Americii | [ 25 ]                           |
| Wolfblood: A Tale of the Forest       | George Chesebro, Bruce M. Mitchell   | Marguerite Clayton, Ray Hanford                                 | Statele Unite ale Americii | [ 26 ]                           |
| 1926                                  |                                      |                                                                 |                            |                                  |
| The Bat                               | Roland West                          | Jack Pickford, Louise Fazenda                                   | Statele Unite ale Americii | [ 27 ]                           |
| Faust – Eine deutsche Volkssage       | F. W. Murnau                         | Emil Jannings, Yvette Guilbert, Gösta Ekman                     | Germania                   | [ 28 ]                           |
| The Magician                          | Rex Ingram                           | Alice Terry, Paul Wegener                                       | Statele Unite ale Americii | [ 29 ]                           |
| The Student of Prague                 | Henrik Galeen                        | Conrad Veidt, Werner Krauss, Agnes Esterhazy                    | Germania                   | [ 30 ]                           |
| 1927                                  |                                      |                                                                 |                            |                                  |
| The Cat and the Canary                | Paul Leni                            | Laura La Plante, Creighton Hale                                 | Statele Unite ale Americii | [ 31 ]                           |
| The Gorilla                           | Alfred Santell                       | Charlie Murray, Fred Kelsey, Alice Day                          | Statele Unite ale Americii | [ 32 ]                           |
| London After Midnight                 | Tod Browning                         | Lon Chaney, Marceline Day                                       | Statele Unite ale Americii | Known in the UK as The Hypnotist |
| The Spider's Web                      | Oscar Micheaux                       | Lorenzo McClane, Henrietta Loveless, Cincinnatus Major          | Statele Unite ale Americii |                                  |
| The Unknown                           | Tod Browning                         | Lon Chaney, Norman Kerry, Joan Crawford                         | Statele Unite ale Americii | [ 34 ]                           |
| 1928                                  |                                      |                                                                 |                            |                                  |
| Alraune                               | Henrik Galeen                        | Brigitte Helm, Paul Wegener                                     | Germania                   | [ 35 ]                           |
| The Ape                               | Beverly C. Rule                      | Gladys Walton, Ruth Stonehouse, Basil Wilson, Bradley Barke     | Statele Unite ale Americii |                                  |
| The Fall of the House of Usher        | Jean Epstein                         | Jean Debucourt, Marguerite Gance                                | Franța                     | [ 36 ]                           |
| The Fall of the House of Usher        | James Sibley Watson, Melville Webber | Herbert Stern, Hildegarde Watson                                | Statele Unite ale Americii |                                  |
| The Terror                            | Roy Del Puth                         | May McAvoy,Louise Fazenda,Edward Everett Horton,Alec B. Francis | Statele Unite ale Americii | [ 37 ]                           |